# JEDEC
JEDEC 솔리드 스테이트 기술 협회(JEDEC Solid State Technology Association) 솔리드 스테이트 기술 협회는 전자 산업의 모든 분야를 대표하는 미국 전자 산업 협회 (EIA)의 반도체 공학 표준체이다. JEDEC(Joint Electron Device Engineering Council)는 1958년에 반도체 소자의 표준을 개발할 목적으로 미국 전자 산업 협회와 국제 전자 제조업체 협회를 통해 세워졌다. NEMA는 1979년에 이에 대한 활동을 그만두었다.
1999년 가을에 JEDEC는 별도의 무역 협회가 되었지만 여전히 미국 전자 산업 협회에 속해 있다.

## 표준 정책
JEDEC는 관심 있는 모든 기업이 채택된 표준에 따라 자유롭게 제품을 생산할 수 있도록 허용하는 개방형 표준 원칙을 채택했다. 이는 전자 기술의 발전을 위한 몇 가지 중요한 기능을 제공한다. 무엇보다도 이러한 표준은 서로 다른 전기 부품 간의 상호 운용성을 허용한다. JEDEC 표준은 일반적인 특허 의무로부터 회원을 보호하지 않는다. JEDEC 회원사의 지정 대리인은 자신이 알고 있는 특허 및 특허 출원을 공개해야 하며, 이 정보는 독점 정보로 간주되지 않는다. JEDEC 특허 정책은 소유자가 표준 JEDEC 특허 편지에 서명하지 않은 특허 기술을 포함하는 것으로 밝혀진 표준을 철회하도록 요구한다. 따라서 특허 공개 실패에 대한 처벌은 표준 철회이다. 일반적으로 특허 보호 대상 기술을 다루기 위해 표준이 채택되지 않는다. 드문 경우지만, 특허가 적용되는 표준이 채택될 수 있지만, 이는 특허 소유자가 해당 특허권을 행사하지 않을 것이라는 이해 또는 최소한 특허 소유자가 특허 대상자에게 특허 기술에 대한 합리적이고 비차별적인 라이선스를 제공할 것이라는 이해가 있어야만 가능하다.

## 회원
- ABB 그룹
- 알리바바 그룹
- 어드밴스트 마이크로 디바이시스
- 애플
- ARM 홀딩스
- 버팔로
- 캐논
- 페이스북
- 폭스콘
- 후지쯔
- 구글
- 키오시아
- LG전자
- 마벨 테크놀로지 그룹
- 마이크론 테크놀로지
- 마이크로소프트
- 닛폰 전기
- 노키아
- NXP 반도체
- 휴렛 팩커드 엔터프라이즈
- HP (기업)
- 화웨이
- IBM
- 인피니온 테크놀로지스
- 인텔
- 파나소닉홀딩스
- 퀄컴
- 리얼텍
- 삼성전자
- SK하이닉스
- 소니
- 텍사스 인스트루먼트
- TSMC
- 웨스턴 디지털